# Orimarga (Orimarga) stenotes
Orimarga (Orimarga) stenotes is een tweevleugelige uit de familie steltmuggen (Limoniidae). De soort komt voor in het Palearctisch gebied.